# Sävare församling
Sävare församling är en församling i Kålland-Kinne kontrakt i Skara stift. Församlingen ligger i Lidköpings kommun i Västra Götalands län och utgör ett eget pastorat.

## Administrativ historik
Församlingen har medeltida ursprung.
Församlingen var tidigt möjligen moderförsamling i pastoratet Sävare, Lindärva och Hasslösa för att därefter till 1550 utgöra ett eget pastorat. Från 1550 till 1677 var den annexförsamling i ett pastorat med Lidköpings församling som moderförsamling. Från 1677 till 2006 var den åter moderförsamling i Sävare, Hasslösa och Lindärva som från 1962 även omfattade Norra Härene och Hovby församlingar och från 1989 även Saleby, Trässbergs och Härjevads församlingar. Församlingen införlivade 2006 Saleby, Trässbergs, Härjevads, Hovby, Norra Härene, Lindärva och Hasslösa församlingar och utgör sedan dess ett eget pastorat.

## Kyrkor
- Hasslösa kyrka
- Hovby kyrka
- Härjevads kyrka
- Lindärva kyrka
- Majåkerskyrkan
- Norra Härene kyrka
- Saleby kyrka
- Sävare kyrka
- Trässbergs kyrka